# Marketing SMS
Marketing SMS – wykorzystywanie w działaniach marketingowych wiadomości wysyłanych na telefony komórkowe i smartfony, mogą to być zarówno SMS, MMS, VMS. Jest to jedno z narzędzi marketingu mobilnego.
W myśl ustawy ustawy o świadczeniu usług drogą elektroniczną, wysyłka SMS-ów stanowi komunikacje drogą elektroniczną, to zastosowanie do niej mają wszystkie jej artykuły. Zgodnie z nimi informacje marketingowe i handlowe można wysyłać jedynie do tych osób, które potwierdziły chęć ich otrzymania.

## Historia
Początki marketingu SMS sięgają lat 90. XX wieku; wiążą się z upowszechnieniem telefonów komórkowych i usługi wysyłki krótkich wiadomości tekstowych (SMS). Do jego rozwoju przyczyniło się również wprowadzenie nowych funkcji umożliwiających przesyłkę wiadomości dźwiękowych (VMS) i multimedialnych (MMS). One również zostały szybko wykorzystane w kampaniach marketingowych.
Obecnie pomimo spadku liczby SMS wysyłanych przez osoby prywatne, rośnie liczba wysyłek reklamowych i marketingowych, która w roku 2015 miała osiągnąć 116 miliardów wiadomości dziennie.

## Narzędzia marketingu SMS
- Kampanie SMS – jednokierunkowa komunikacja polegająca na wysyłce komunikatów marketingowych i promocyjnych do bazy zainteresowanych kontaktów np. ofert handlowych, zaproszeń, programów lojalnościowych.
- Powiadomienia SMS – wiadomości transakcyjne wysyłane automatycznie przez system obsługi klienta czy CRM, pełnią funkcje informacyjną np. o wizycie kontrolnej, skompletowaniu zamówienia, dostarczeniu paczki[4].
- Autoryzacja SMS – kody przesłane w wiadomoścach tekstowych, stanowią dodatkowy etap autoryzacji transakcji (uwierzytelnianie wielopoziomowe).
- Dwukierunkowa komunikacja SMS – dialog z klientem jest możliwy dzięki numerom odbiorczym np. 4321, wykorzystywana przy badaniu opinii i zaawansowanych akcjach marketingowych[5].